# USS Bennington (CV-20)
Pour les autres navires du même nom, voir USS Bennington.
L'USS Bennington (CV-20) est un porte-avion de classe Essex de l'United States Navy construit au New York Navy Yard.
Nommé d'après la bataille de Bennington de 1777 lors de la guerre d'indépendance des États-Unis, il participe à la Seconde Guerre mondiale.
Il est retiré du service en 1970 et démoli en 1994.